# Ouïezd

Ouïezds de l'Empire russe en 1897

L'ouïezd (prononcé /u.jɛst/ ; en russe : уезд, /ʊ.ˈjest/, orthographe d'avant 1918 : уѣздъ) est une ancienne subdivision administrative de l'Empire russe à partir du XIIIe siècle.
Un ouïezd était composé de plusieurs volosts (волость, parfois traduit par « arrondissements »), correspondant à des agglomérations plus ou moins importantes et les terres alentour.

## Historique
En 1708 au cours de sa réforme des divisions administratives, Pierre le Grand remplace les ouïezds par des districts, mais en 1780, Catherine II rétablit les ouïezds comme subdivision des gouvernements. Un ouïezd représente alors de 20 000 à 30 000 habitants.
En Union soviétique, la réforme administrative de 1923-1929 remplace les ouïezds par des raïons (districts), qui ne recoupent pas toujours les anciens ouïezds, et qui, après 1945, ont été, pendant un temps ou jusqu'à nos jours, étendus à tous les pays de l'Est conquis par l'Armée rouge.